# Szlovákia javasolt világörökségi helyszínei
Szlovákia területéről a 2019. évvel bezárólag hét helyszín került fel a világörökségi listára, valamint tizennégy további helyszín a javaslati listán várakozik a felvételre.
| Név | Kép | Leírás | Típus                    | Év   |
| --- | --- | --- | ------------------------ | ---- |
| Gömör és Abaúj templomai középkori falfestményekkel                                                                                |     | A javaslatban Dél-Szlovákia tíz temploma szerepel, amelyekben jó állapotban fennmaradt 14. és 15. századi falfestmények találhatóak. A freskók alkotói itáliai vándorfestők Giotto iskolájából. | kulturális               | 1995 |
| A Bukovai-hegység gombás növényvilága                                                                                              |     | A Bukovai-hegység területén veszélyeztetett gombafajok: bükk-koronggomba (Ascotremella faginea), éger-tinóru (Gyrodon lividus), Camarops tubuiina, Pseudoplectania melaena illetve ritka gombafajok: simasüvegű kucsmagomba (Verpa conica), süngomba (Hericium erinaceus) találhatóak. | természeti               | 2002 |
| Herlányi gejzír |     | A gejzír a Szalánci-hegységben egy inaktív vulkán területén található Herlány mellett. Működését egy 404,5 méter mély kút biztosítja. | természeti               | 2002 |
| Szlovákia karsztvölgyei |     | | természeti               | 2002 |
| A dunai régió természeti és kultúrtájai                                                                                            |     | | kulturális és természeti | 2002 |
| A Tátra természeti rezervátumai |     | | természeti               | 2002 |
| Szlovákia legelői |     | | kulturális               | 2002 |
| Komáromi erődrendszer (Magyarországgal közös)                                                                                      |     | A komáromi erődrendszer részei egyrészt a történelmi Komárom két vára Szlovákiában, másrészt az ahhoz kapcsolódó erődök a Duna jobb oldalán, a mai magyarországi Komárom területén. A Duna bal partján (ma Komárom, Szlovákia), a Duna és Vág folyók közötti keskeny félszigetet a honfoglaló magyarok is védelmi célokra kiválóan alkalmas helyszínnek találták. Itt épült fel a középkori komáromi vár, majd az Öregvár, a török elleni küzdelmek fontos helyszíne. Az Öregvár nyugati bővítményét, elővédművét alkotta az 1664 után létesített Újvár, a császári csapatok jelentős támaszpontja. Az 1848–49-es szabadságharc kiemelkedő eseménye volt az Óvár és Újvár hősies védelme és a három komáromi csata. Ezt követően a Duna két partján a Habsburg Birodalom legerősebb katonai erődrendszere épült ki, amely 200 000 fős hadsereg befogadására is alkalmas volt. A balparti várakkal szemben, Szőny mellett (ma Komárom, Magyarország) felépült a Csillagerőd, a Monostori erőd és az Igmándi erőd. Az így kialakult hatalmas erődrendszer a 20. századra azonban elvesztette stratégiai jelentőségét. 1945–1991 között a magyarországi oldalon a monostori erőd szovjet fegyverraktárként, a csehszlovákiai oldal várai pedig szovjet laktanyaként szolgáltak. | kulturális               | 2002 |
| Kassa történelmi központja |     | | kulturális               | 2002 |
| Chatam Sofer-emlékhely |     | A Chatam Sofer-emlékhely Moses Sofer 19. századi ortodox rabbi sírja és emlékhelye, amelyet egy 17. századi zsidó temető helyén építettek Pozsonyban. A történelmi temető nagyrészt elpusztult a pozsonyi vár alatti alagút építésekor 1943-ban, de a Jozef Tisoval folytatott tárgyalások eredményeképpen a temető egy fontos részletét, ahol a rabbik sírjai találhatóak, betonba ágyazva megőrizték. Utóbb, amikor az alagutat a villamosközlekedés számára átalakították, egy villamosmegálló épült az emlékhely felett. 2002-ben egy modern emlékművet állítottak, amelyet részlegesen megnyitottak a nagyközönség számára. | kulturális               | 2002 |
| Tokaji borvidék (Szlovákia) |     | | kulturális               | 2002 |
| A Nagymorva Birodalom helyszínei: Szláv erődített település Mikulčicénél és a kopcsányi Szent Margit-kápolna (Csehországgal közös) |     | | kulturális               | 2007 |